# Omzetter

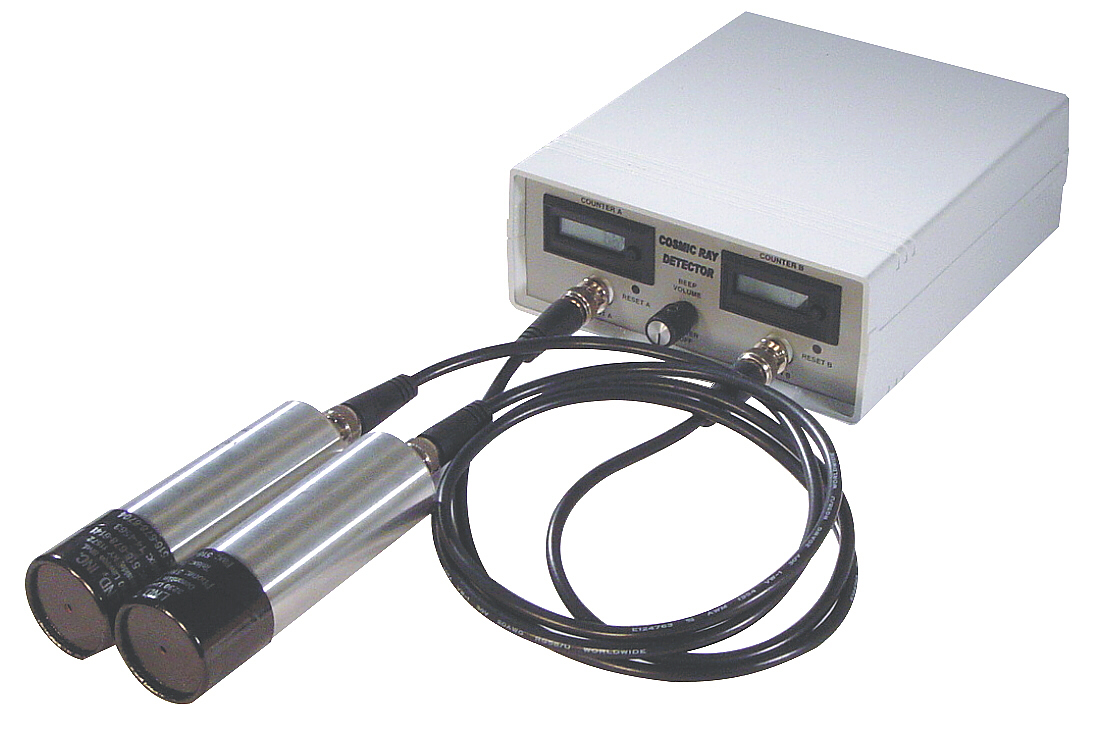
Een geigerteller zet ioniserende straling om in een elektrisch en een akoestisch signaal

Een omzetter, in sommige toepassingen ook transducer of transducent, is een apparaat dat energie van de ene vorm in een andere vorm van energie omzet, bijvoorbeeld elektrische energie in beweging of licht, chemische energie in elektrische energie of geluid in elektrische energie. Dit is veelal een signaal.

## Toepassingen
| In / Uit          | Mechanisch                                                                      | Thermisch                 | Magnetisch                   | Elektrisch                                   | Elektromagnetisch                                                  | Moleculair                                    |
| ----------------- | ------------------------------------------------------------------------------- | ------------------------- | ---------------------------- | -------------------------------------------- | ------------------------------------------------------------------ | --------------------------------------------- |
| Mechanisch        | Balans Ballistische slinger Blaasbalg                                           | Thermometer Bimetaal      | Magnetometer Magnetostrictie | Elektrometer Elektrostrictie                 | Radiometer van Crookes Stralingsdruksystemen (o.a. optisch pincet) | Hydrometer Elektrodepositiecel                |
| Thermisch         | Adiabatische systemen Adiabatische calorimeter                                  |                           | Wervelstroomsystemen         | Thermische omzetter                          | Bolometer                                                          | Calorimeter Warmtegeleidbaarheidscel          |
| Magnetisch        | Schijf van Rowland Magneto-elastische transducers                               |                           | Magnetische opslag           | Elektromagnetische meters, recorders, relais | Elektrometer op basis van curie-effect                             | Magnetische balans Kernspinresonantiesystemen |
| Elektrisch        | Potentiometer Inductieve, condensator en piëzo-elektrische systemen Rekstrookje | Thermistor Thermokoppel   | Magnetoweerstand Hallsensor  | Langmuirsonde Huidelektrode                  | Fotocel Lichtgevoelige weerstand Fotogalvanische cel               | Potentiometer Conductometrie Polarografie     |
| Elektromagnetisch | Interferometer Fotoelastische systemen                                          | Warmtestralingssystemen   | Faradaycel                   | Kerrcel Gasontlading                         | Scintillator                                                       | Emissie- en absorptiespectroscopie            |
| Moleculair        |                                                                                 | Warmtegevoelige kleurstof |                              |                                              | Fotografische emulsie                                              |                                               |

- Elektromagnetisch:
  - Radioantenne – zet elektromagnetische golven om in een elektrisch signaal

- Elektrochemisch:
  - pH-meter

- Elektromechanisch:
  - Galvanometer
  - Elektromotor
  - Accelerometer

- Elektro-akoestisch:
  - Luidspreker, koptelefoon – zet elektrische signalen om in geluid
  - Microfoon – zet geluid om in een elektrisch signaal
  - Zender-ontvanger - zendt en ontvangt beurtelings ultrasoon geluid en zet dit om in een (zeer zwakke) elektrische wisselspanning

- Elektro-optisch:
  - Led – zet elektrische energie om in licht
  - Fotodiode – zet verandering in lichtomstandigheden om in elektrische signalen

- Radio-akoestisch:
  - Geigerteller – zet ioniserende straling om in een akoestisch signaal
  - Radio-ontvanger